# Ekerö kommun
Ekerö kommun är en kommun i Stockholms län. Centralort är tätorten Ekerö belägen på Ekerön.
Kommunen består av en grupp öar i Mälaren. Dessa har länge gått under samlingsnamnet Mälaröarna. De tre största – Lovön, Färingsö och Adelsö – är omväxlande täckta med skogklädda moränområden och öppna sedimentytor. De öppna sedimentytorna är till stor del gammal jordbruksmark som fortsatt brukas. Det är endast på Ekerön och i Stenhamra som det finns större bebyggelsekoncentrationer. 
Sedan kommunen bildades 1971 har folkmängden ökat kraftigt, vilket beror på både hög inflyttning likväl som höga födelsetal. En stor andel av de förvärvsarbetande pendlar till andra kommuner inom Storstockholm. Av de arbetstillfällen som finns inom kommunen återfinns ungefär hälften inom sektorerna tjänst och service. 
Moderaterna har varit största parti i samtliga val sedan 1979. De var också en del av de styrande koalitionerna sedan åtminstone 2010. De fick dock ge upp makten i juni 2023 när de efterträddes av en koalition bestående av Socialdemokraterna, Liberalerna, Kristdemokraterna, Centerpartiet och Miljöpartiet.

## Administrativ historik
Kommunens område motsvarar socknarna: Adelsö, Ekerö, Färentuna, Hilleshög, Lovö, Munsö, Skå och Sånga. I dessa socknar bildades vid kommunreformen 1862 landskommuner med motsvarande namn. 
I Lovö landskommun fanns municipalsamhället Drottningholm mellan den 22 januari 1887 och den 31 december 1944.
Vid kommunreformen 1952 bildades i området två "storkommuner", Ekerö (av de tidigare kommunerna Adelsö, Ekerö, Lovö och Munsö) samt Färingsö (av Färentuna, Hilleshög, Skå och Sånga).
Ekerö kommun bildades vid kommunreformen 1971 av Ekerö och Färingsö landskommuner.
Kommunen ingick från bildandet till 1977 i Sollentuna och Färentuna domsaga och ingår sedan 1977 i Solna domsaga.

### Kommunsammanslagningarna från 1863
Tabellen nedan visar kommunsammanslagningarna till nuvarande Ekerö kommun från 1863 och framåt. 
| härad     | socken        | landskommun   | "storkommun" | "storkommun" | enhetskommun |
| Färentuna | Adelsö sn     | Adelsö ln     | Ekerö ln     | Ekerö ln     | Ekerö kn     |
| Färentuna | Ekerö sn      | Ekerö ln      | Ekerö ln     | Ekerö ln     | Ekerö kn     |
| Färentuna | Lovö sn       | Lovö ln       | Ekerö ln     | Ekerö ln     | Ekerö kn     |
| Färentuna | Munsö sn      | Munsö ln      | Ekerö ln     | Ekerö ln     | Ekerö kn     |
| Färentuna | Färentuna sn  | Färentuna ln  | Färingsö ln  |              | Ekerö kn     |
| Färentuna | Hilleshögs sn | Hilleshögs ln | Färingsö ln  |              | Ekerö kn     |
| Färentuna | Skå sn        | Skå ln        | Färingsö ln  |              | Ekerö kn     |
| Färentuna | Sånga sn      | Sånga ln      | Färingsö ln  |              | Ekerö kn     |

## Geografi
Ekerö kommun är belägen i södra delen av landskapet Uppland och omfattar Mälaröarna, en ögrupp med 140 öar, kobbar och skär i Mälaren (Östra Mälaren).
Kommunen gränsar i nordöst till Järfälla kommun, i öster till Stockholms kommun, i sydöst till Huddinge kommun och i söder till Botkyrka kommun, och Salems kommun samt i sydväst till Södertälje kommun, alla i Stockholms län. I väster gränsar kommunen till Strängnäs kommun i Södermanlands län, i norr till Enköpings kommun och Håbo kommun i Uppsala län samt Upplands-Bro kommun i Stockholms län.

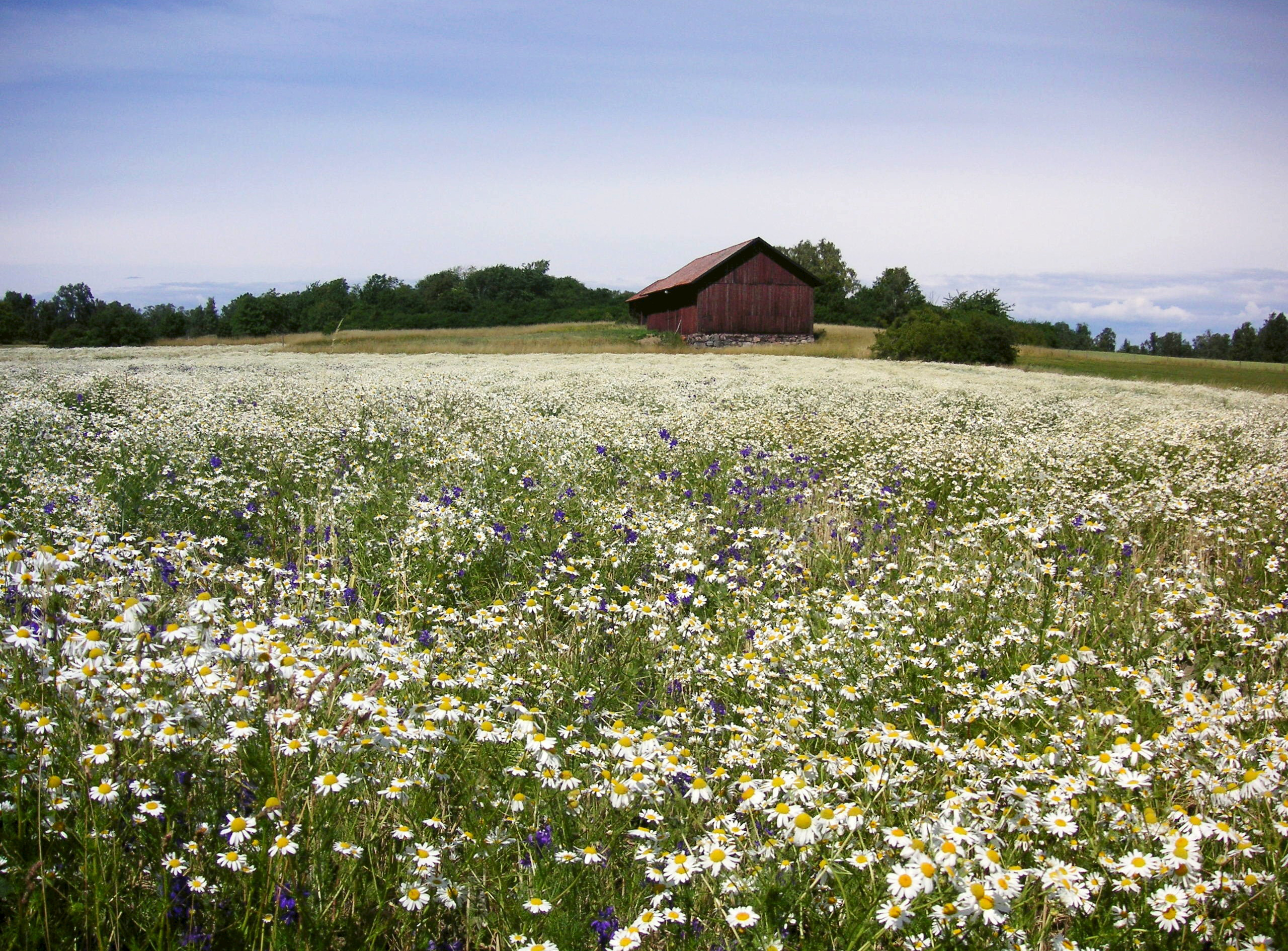
Björkö på sommaren.

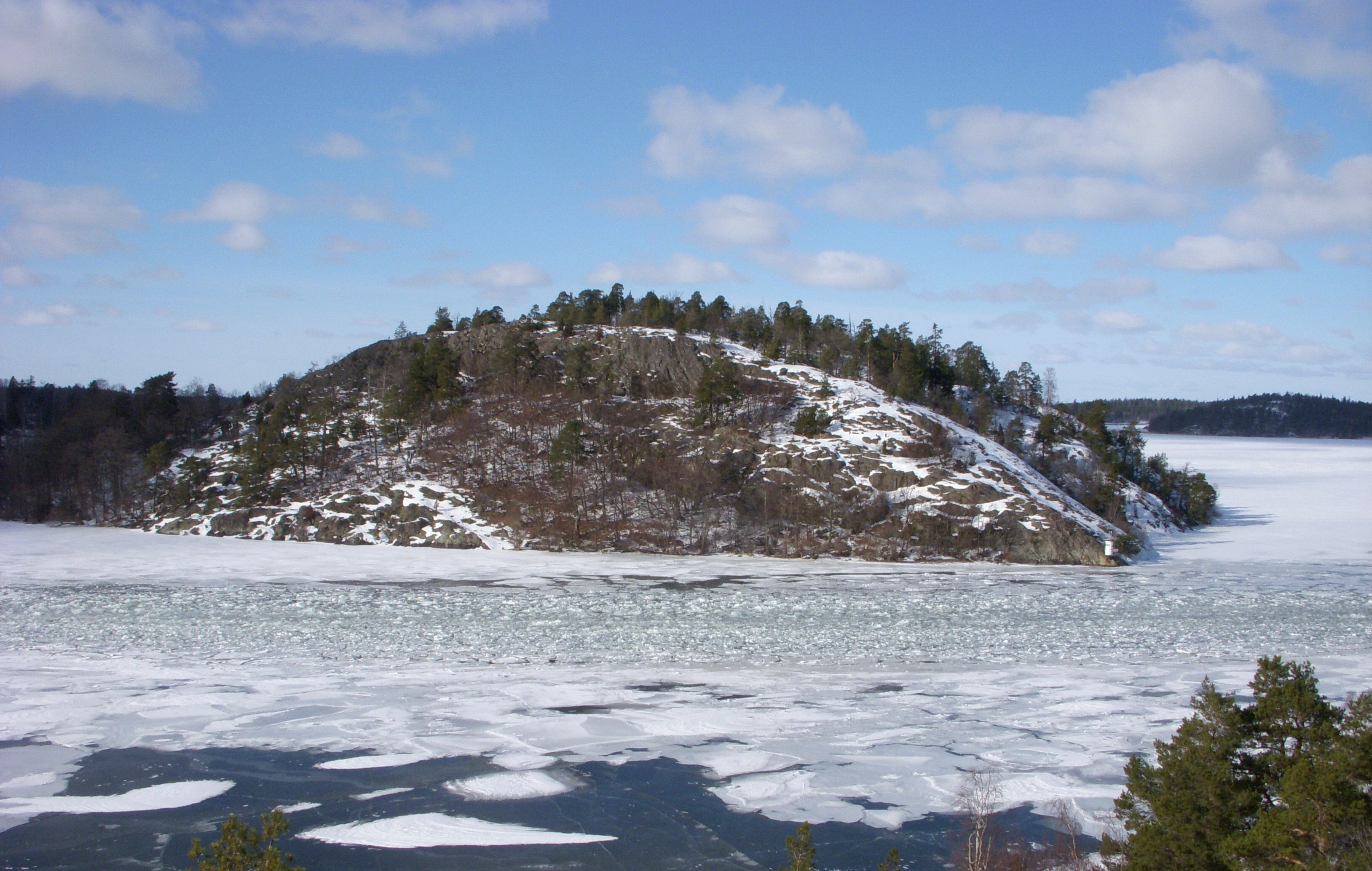
Estbröte på vintern.

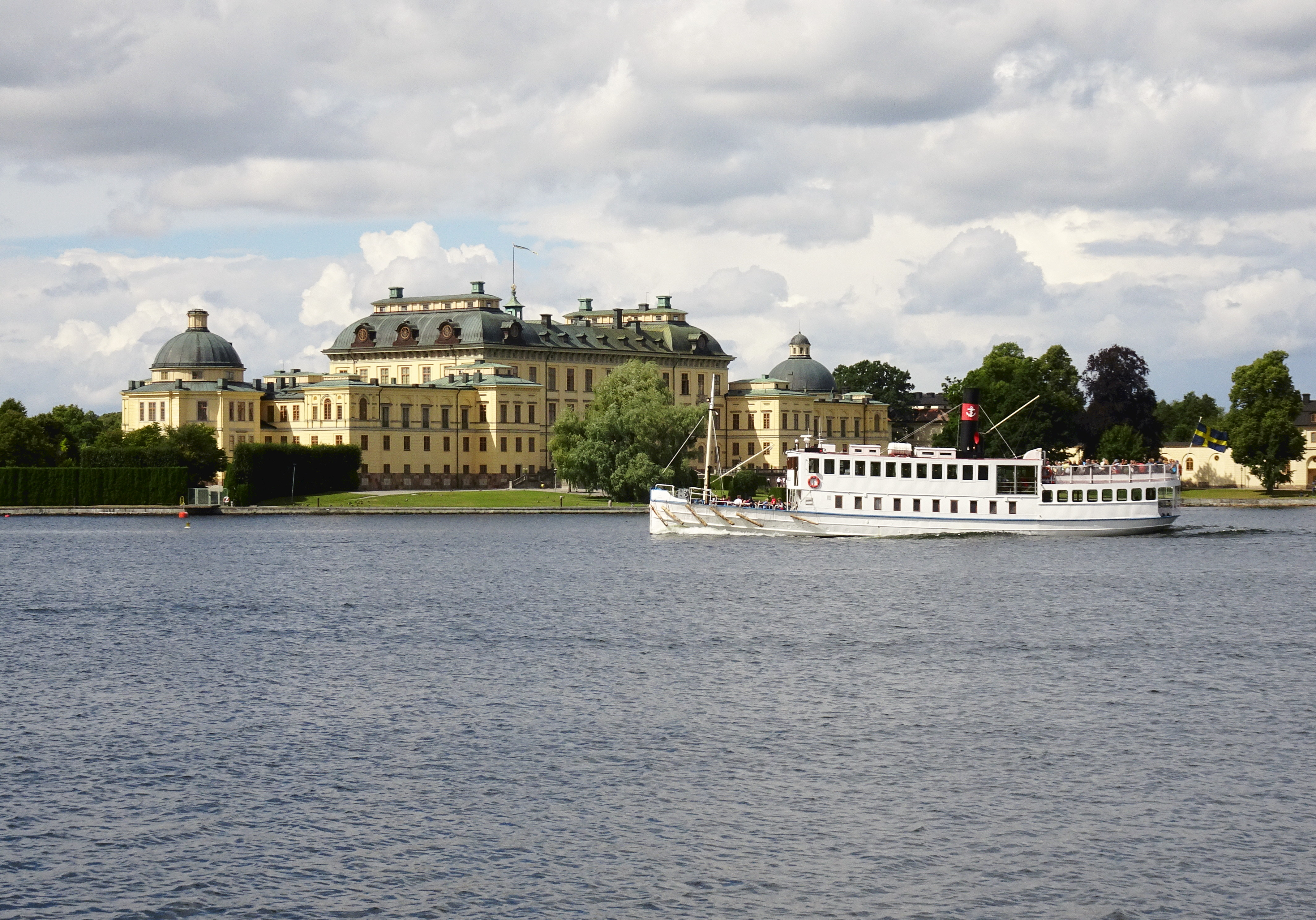
Drottningholms slott, vy från Kärsön

### Topografi och hydrografi
Kommunen består av en grupp öar i Mälaren. Dessa har länge gått under samlingsnamnet Mälaröarna. 
De tre öarna Lovön, Färingsö och Adelsö är omväxlande täckta med omväxlande skogklädda moränområden och öppna sedimentytor. De öppna sedimentytorna är till stor del gammal jordbruksmark som fortsatt brukas. Det är endast på Ekerö och Stenhamra som det finns större  bebyggelsekoncentrationer.
På östra sidan av Ekerön, vid Munsön, finns en rullstensås som utgör en del av Uppsalaåsen. På dess krönpartier, som är bevuxna med tallskog, finns toppar med en brant sluttning mot vattnet. Lutningen är mindre brant från krönet och ner mot sedimentytorna i väst.
Bland andra större öar i kommunen kan nämnas: Björkö (Birka), Kungshatt och Malmhuvud. Dessutom finns många småöar, så som Vårö och Ljusön, båda i sundet Långtarmen. Några tidigare öar har genom landhöjningen "växt ihop", bland dem: Ekerön med Kärsön vid Långtarmen, Munsön och  Gällstaö samt Lovön med Lindö.
Nedan presenteras andelen av den totala ytan 2020 i kommunen jämfört med riket.
|  | Bebyggelse (15,1 %) |

|  | Skog (40,5 %) |

|  | Öppen myrmark (2,2 %) |

|  | Jordbruksmark (29,3 %) |

|  | Övrig mark (12,9 %) |

|  | Bebyggelse (3,1 %) |

|  | Skog (68,0 %) |

|  | Öppen myrmark (7,2 %) |

|  | Jordbruksmark (7,4 %) |

|  | Övrig mark (14,3 %) |

### Naturskydd

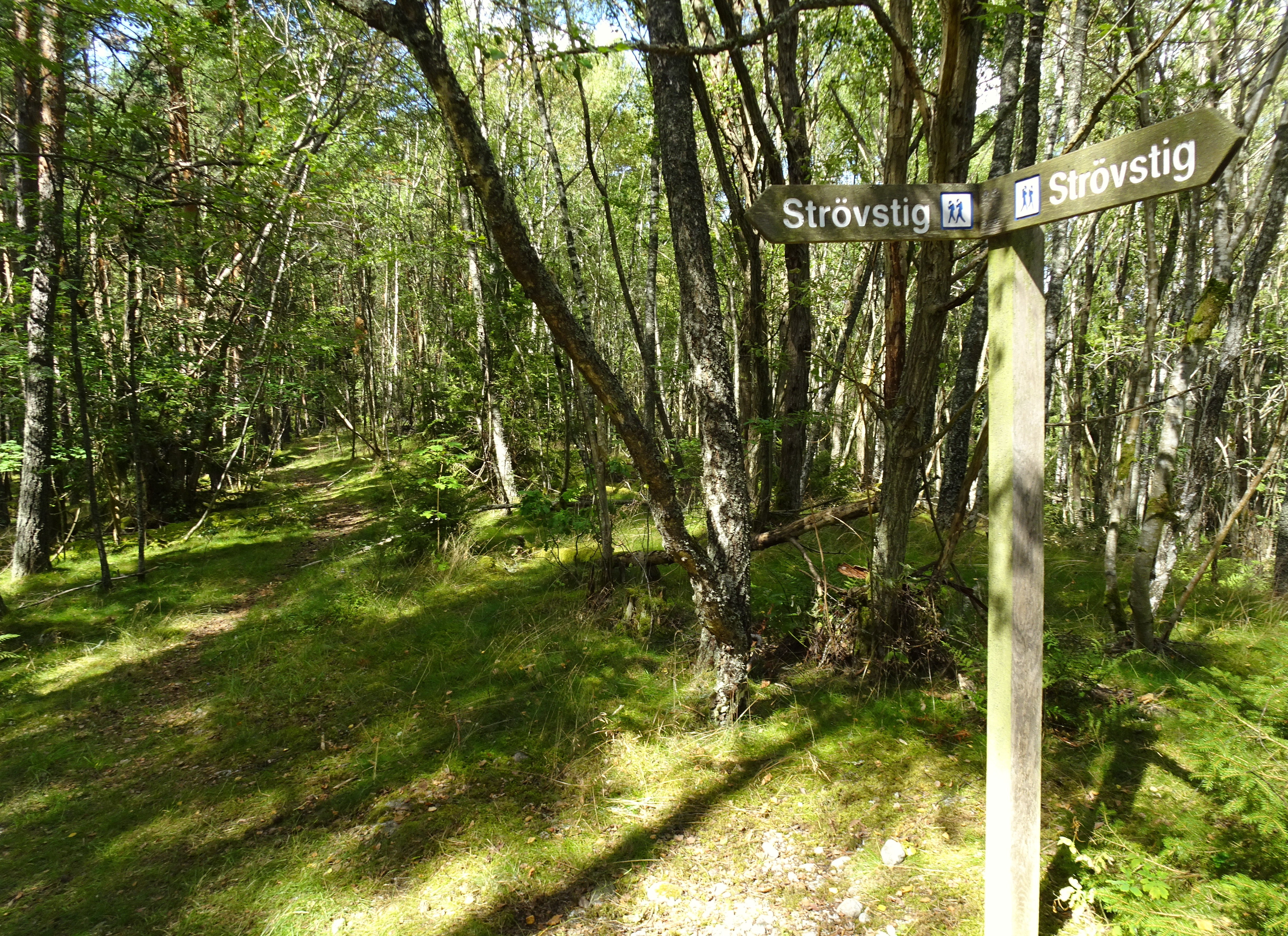
Huvududdens naturreservat.

År 2023 fanns 11 naturreservat i Ekerö kommun. Det lilla reservatet Björkö skyddades 1944 och omfattar totalt 1,6 hektar barrskog på ön Björkö i Mälaren. En stor andel av träden har en ålder på över 200 år. Ett senare reservatet är Lovö naturreservat som skyddades 2014. Det omfattar 3 228 hektar, varav 2 090 hektar land med odlingslandskap, kulturmiljöer och ädellövskog.

### Administrativ indelning
Fram till 2016 var kommunen för befolkningsrapportering indelad i fyra församlingar: Adelsö-Munsö församling, Ekerö församling, Färingsö församling och Lovö församling. 

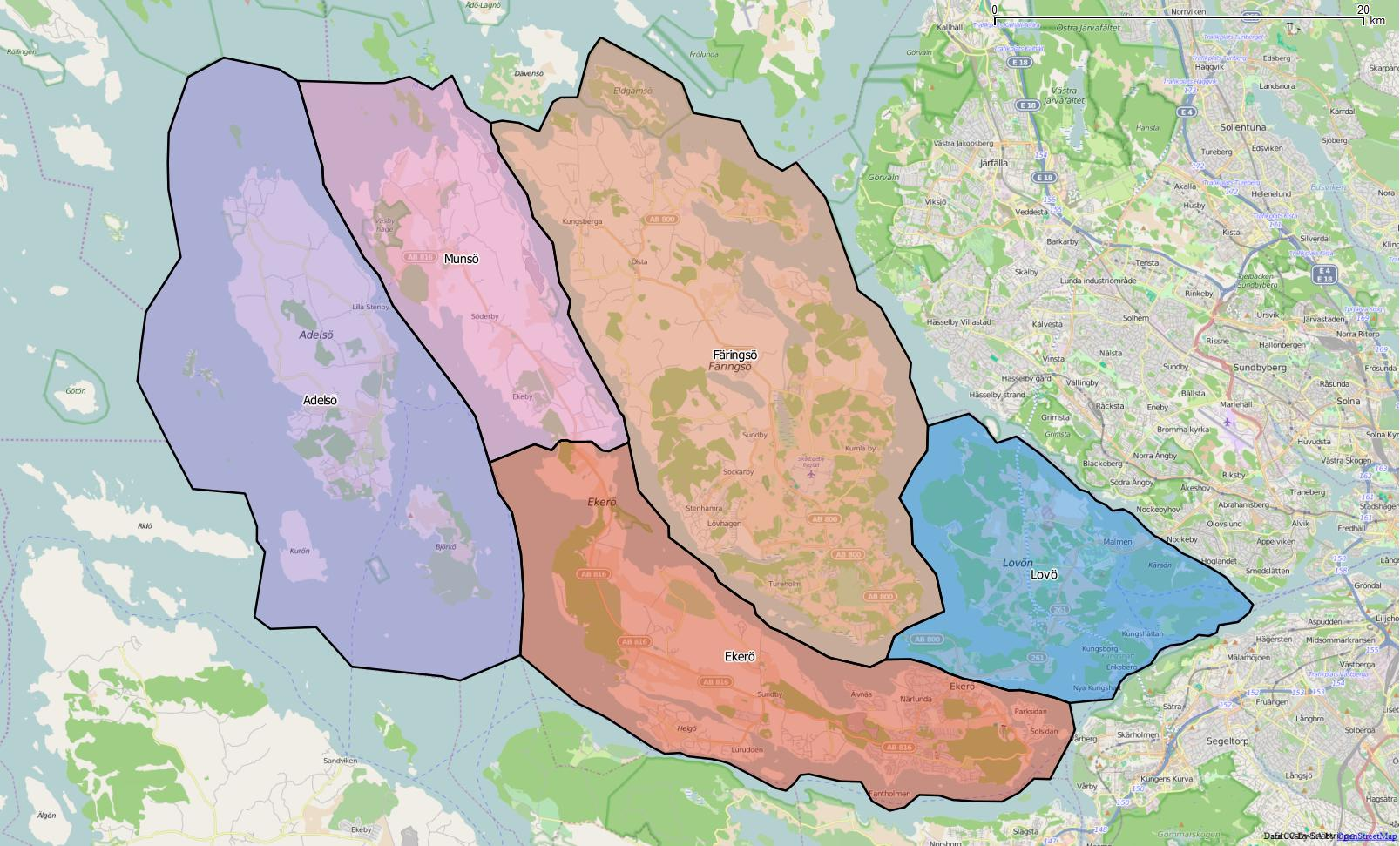
Distrikt inom Ekerö kommun

Från 2016 indelas kommunen istället i de fem  distrikten: Adelsö, Ekerö, Färingsö, Lovö och Munsö.

### Tätorter

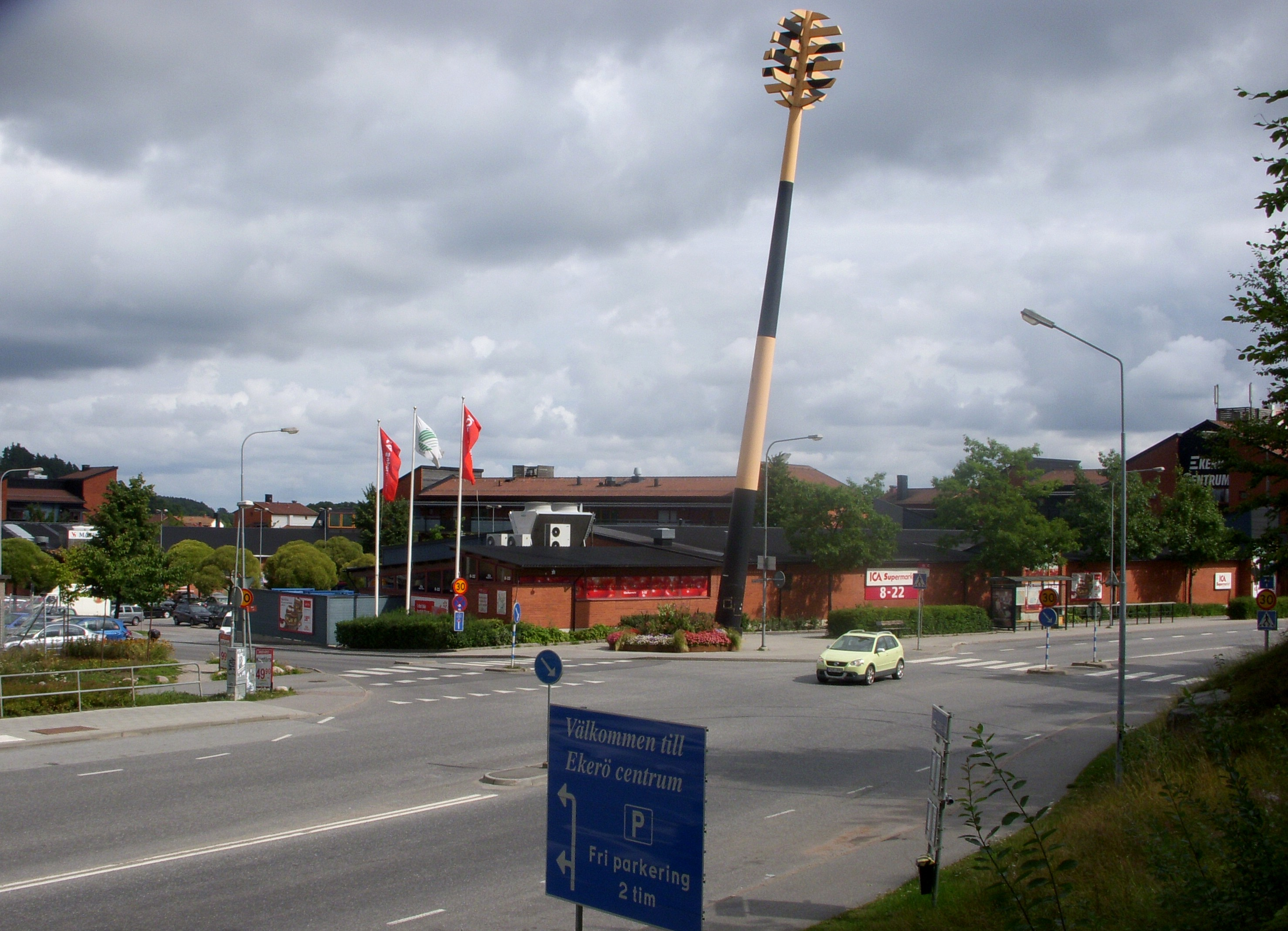
Ekerö centrum, augusti 2008

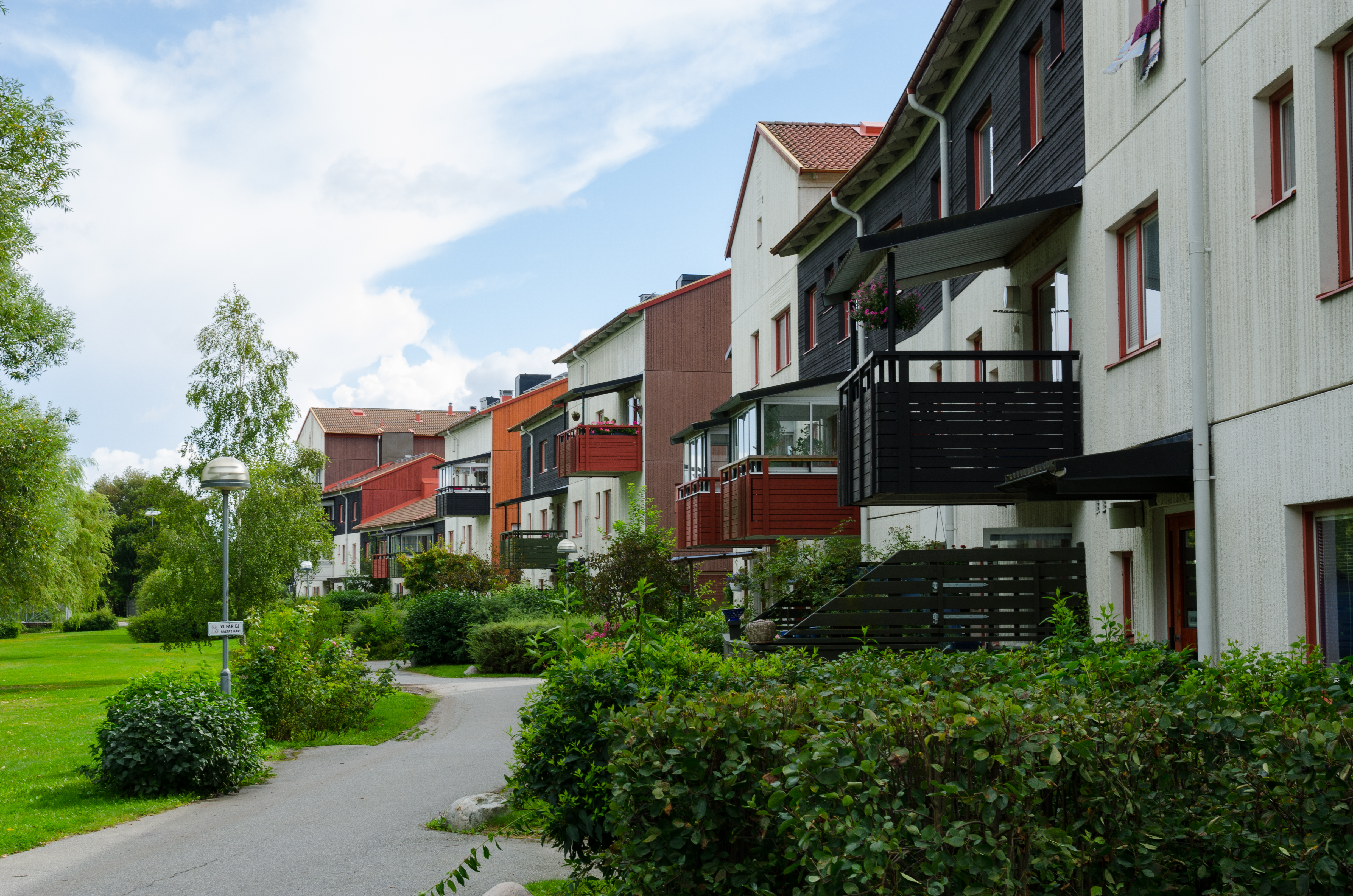
Bostadsområdet "Tappström"

År 2020 bodde 82,7 procent av kommunens invånare i någon av kommunens tätorter, vilket var lägre än motsvarande siffra för riket där genomsnittet var 87,6 procent. Vid Statistiska centralbyråns tätortsavgränsning 2020 fanns det 18 tätorter i Ekerö kommun:
| Tätort                                         | Befolkning |
| ---------------------------------------------- | ---------- |
| Ekerö                                          | 12 332     |
| Stenhamra                                      | 3 636      |
| Tureholm                                       | 1 097      |
| Parksidan och Solsidan                         | 961        |
| Kungsberga                                     | 917        |
| Älvnäs                                         | 802        |
| Ölsta                                          | 730        |
| Ekerö sommarstad                               | 594        |
| Sundby                                         | 471        |
| Drottningholm                                  | 316        |
| Slottshagen, Bona, Helgö bol och Kungens täppa | 291        |
| Söderby                                        | 279        |
| Lilla Stenby                                   | 250        |
| Sånga Säby                                     | 250        |
| Lurudden                                       | 229        |
| Hilleshögby                                    | 223        |
| Ekeby tomtområde                               | 210        |

### Postadress
Följande postorter finns inom kommunen:
- Adelsö (178 92)
- Drottningholm (178 02, 178 93)
- Ekerö (178 00, 178 17, 178 20–24, 178 30–41, 178 51–54, 178 90)
- Färentuna (179 04, 179 97–98)
- Munsö (178 91)
- Skå (179 75)
- Stenhamra (179 03, 179 60–63, 179 65)
- Svartsjö (179 95–96)

## Styre och politik

### Styre
| År        | Partier | Partier | Partier | Partier | Partier | Partier |
| --------- | ------- | ------- | ------- | ------- | ------- | ------- |
| 2010-2014 | M       | FP      | C       | KD      |         |         |
| 2014-2017 | M       | FP      | C       | KD      |         |         |
| 2017-2018 | M       | C       | KD      |         |         |         |
| 2018-2022 | M       | C       | KD      |         |         |         |
| 2022-2023 | M       | L       | C       | KD      |         |         |
| 2023-     | S       | L       | C       | KD      | MP      |         |

Mandatperioden 2010–2014 styrdes kommunen av Alliansen som tillsammans samlade 26 av 41 mandat i kommunfullmäktige. Samma koalition meddelade att de skulle fortsätta styra efter valet 2014. År 2017 meddelade dock Liberalerna att de lämnade koalitionen med hänvisning till att de inte kunde stå bakom två beslut som fattats av koalitionen. Det ena var beslutet om en "paus för mottagande av flyktingar med uppehållstillstånd" och det andra var "beslutet om att överlåta Sanduddens skola till en fristående aktör". Minoritetsstyret bestående av Centerpartiet, Kristdemokraterna och Moderaterna kunde  fortsätta styra mandatperioden 2018–2022 då de fick stöd av Sverigedemokraterna.
Efter valet 2022 styrdes kommunen av en koalition bestående av Moderaterna, Kristdemokraterna, Centerpartiet och Liberalerna, den så kallade "Mälaralliansen". Efter att Moderaterna ingått ett samarbetsavtal med Sverigedemokraterna valde dock Liberalerna att lämna koalitionen. Det borgerliga styret föll därmed och i juni 2023 meddelades att makten togs över av en mittenkoalition bestående av  Socialdemokraterna, Liberalerna, Kristdemokraterna, Centerpartiet och Miljöpartiet.

### Kommunfullmäktige

#### Presidium
| Presidium 2022–2026    | Presidium 2022–2026 | Presidium 2022–2026 |
| ---------------------- | ------------------- | ------------------- |
| Ordförande             | M                   | Erik Lif Sjöcrona   |
| Förste vice ordförande | S                   | Inger Andersen      |
| Andre vice ordförande  | M                   | Maria Mikkonen      |

#### Mandatfördelning 1970–2022
Politiken i Ekerö kommun har under lång tid dominerats av de borgerliga partierna med Moderaterna som största parti i kommunfullmäktige sedan 1979. 
| 2 | 15 | 8 | 9 | 7 |

| 36 |

| 2 | 14 | 9 | 5 | 11 |

| 34 | 7 |

| 2 | 14 | 9 | 5 | 11 |

| 28 | 13 |

| 2 | 13 | 7 | 5 | 14 |

| 26 | 15 |

| 2 | 12 | 2 | 6 | 3 | 16 |

| 26 | 15 |

|  | 11 | 2 | 4 | 7 | 16 |

| 23 | 18 |

|  | 11 | 3 | 5 | 6 | 15 |

| 24 | 17 |

| 9 | 3 |  | 5 | 6 |  | 16 |

| 23 | 18 |

|  | 10 | 3 |  | 2 | 5 | 3 |  | 15 |

| 21 | 20 |

| 2 | 9 | 4 | 3 | 3 | 3 | 17 |

| 21 | 20 |

|  | 10 | 4 | 3 | 6 | 4 | 13 |

| 23 | 18 |

|  | 7 | 3 | 4 | 2 | 4 | 2 | 18 |

| 24 | 17 |

|  | 5 | 4 |  | 4 | 2 | 4 | 2 | 18 |

| 23 | 18 |

|  | 6 | 5 | 2 | 3 | 3 | 3 | 2 | 16 |

| 23 | 18 |

|  | 6 | 3 | 5 | 4 | 3 | 5 | 3 | 11 |

| 26 | 15 |

|  | 9 | 2 | 6 | 2 | 3 | 4 | 3 | 11 |

| 23 | 18 |

### Nämnder

#### Kommunstyrelse
I juni 2023 valdes Hanna Svensson till kommunstyrelsens ordförande och blev därmed den första socialdemokraten att väljas till den posten i Ekerö kommun.
| Presidium 2023–2026    | Presidium 2023–2026 | Presidium 2023–2026 |
| ---------------------- | ------------------- | ------------------- |
| Ordförande             | S                   | Hanna Svensson      |
| Förste vice ordförande | L                   | Fredrik Ohls        |
| Andre vice ordförande  | M                   | Johan Elfver        |

#### Lista över kommunstyrelsens ordförande
| Namn | Namn              | Från | Till | Politisk tillhörighet |
| ---- | ----------------- | ---- | ---- | --------------------- |
|      | Rutger Månsson    | 1971 | 1982 | Moderaterna           |
|      | Leif Axelsson     | 1983 | 1988 | Centerpartiet         |
|      | Inger Linge       | 1989 | 1998 | Moderaterna           |
|      | Peter Carpelan    | 1999 | 2014 | Moderaterna           |
|      | Adam Reuterskiöld | 2015 | 2022 | Moderaterna           |
|      | Johan Elfver      | 2022 | 2023 | Moderaterna           |
|      | Hanna Svensson    | 2023 |      | Socialdemokraterna    |

## Ekonomi och infrastruktur

### Näringsliv
Av kommunens förvärvsarbetande pendlar en stor andel till andra kommuner inom Storstockholm, främst till kommunerna Stockholm, Sundbyberg och Solna. I början av 2020-talet fanns ungefär hälften av arbetstillfällena inom kommunens gränser inom sektorerna tjänst och service. Av dessa stod kommunen själv för ungefär hälften av tjänsterna. Majoriteten av företagen inom kommunen var småföretag, varav en stor andel var helt utan anställda. Utmärkande för företagen inom kommunen är den relativt stora andel företag inom näringarna jordbruk och trädgård. Av de företag som nyetablerades var dock en stor andel inom sektorerna konsult- och hantverk.

### Infrastruktur

#### Transporter
Från Brommaplan i Stockholms kommun och länsväg 275 i nordost ansluter länsväg 261 fram till tätorten Ekerö.

#### Utbildning
I Ekerö kommun finns ett gymnasium (2023), Mälarögymnasiet. Gymnasiet är endast till för de som saknar betyg från grundskolan och erbjuder tre olika typer av program; individuellt alternativ, språkintroduktion och yrkesintroduktion.
Andelen högutbildade, enligt SCB:s definition (personer med eftergymnasial utbildning som är minst tre år) är 31,3% och lite högre än det nationella genomsnittet, 27,0%.

## Befolkning

### Demografi

#### Befolkningsutveckling
Kommunen har 28 901 invånare (31 mars 2025), vilket placerar den på 89:e plats avseende folkmängd bland Sveriges kommuner.
Förklaringen till det ökande invånarantalet är en kombination av höga födelsetal i förhållande till dödstal och att fler flyttar till kommunen än från den.
| Befolkningsutvecklingen i Ekerö kommun 1970–2020 | Befolkningsutvecklingen i Ekerö kommun 1970–2020 | Befolkningsutvecklingen i Ekerö kommun 1970–2020 | Befolkningsutvecklingen i Ekerö kommun 1970–2020 | Befolkningsutvecklingen i Ekerö kommun 1970–2020 |
| ------------------------------------------------ | ------------------------------------------------ | ------------------------------------------------ | ------------------------------------------------ | ------------------------------------------------ |
|                                                  |                                                  |                                                  |                                                  |                                                  |
| År                                               |                                                  |                                                  | Folkmängd                                        |                                                  |
| 1970                                             | 1970                                             |                                                  | 12 594                                           |                                                  |
| 1975                                             | 1975                                             |                                                  | 15 081                                           |                                                  |
| 1980                                             | 1980                                             |                                                  | 15 927                                           |                                                  |
| 1985                                             | 1985                                             |                                                  | 16 534                                           |                                                  |
| 1990                                             | 1990                                             |                                                  | 18 785                                           |                                                  |
| 1995                                             | 1995                                             |                                                  | 20 866                                           |                                                  |
| 2000                                             | 2000                                             |                                                  | 22 266                                           |                                                  |
| 2005                                             | 2005                                             |                                                  | 24 010                                           |                                                  |
| 2010                                             | 2010                                             |                                                  | 25 410                                           |                                                  |
| 2015                                             | 2015                                             |                                                  | 26 984                                           |                                                  |
| 2020                                             | 2020                                             |                                                  | 28 879                                           |                                                  |

#### Utländsk bakgrund
Den 31 december 2022 utgjorde antalet invånare med utländsk bakgrund (utrikes födda personer samt inrikes födda med två utrikes födda föräldrar) 5 181, eller 17,79 % av befolkningen (hela befolkningen: 29 123 den 31 december 2022). Den 31 december 2002 utgjorde antalet invånare med utländsk bakgrund enligt samma definition 2 358, eller 10,28 % av befolkningen (hela befolkningen: 22 936 den 31 december 2002).
| Bakgrund den 31 december 2022                             | Antal  | Andel   | Varav män | Kvinnor |
| --------------------------------------------------------- | ------ | ------- | --------- | ------- |
| Utrikes födda                                             | 4 140  | 14,22 % | 2 121     | 2 019   |
| Inrikes födda med två utrikes födda föräldrar             | 1 041  | 3,57 %  | 531       | 510     |
| Inrikes födda med en inrikes och en utrikes född förälder | 2 888  | 9,92 %  | 1 486     | 1 402   |
| Inrikes födda med två inrikes födda föräldrar             | 21 054 | 72,29 % | 10 654    | 10 400  |

#### Invånare efter de vanligaste födelseländerna
Följande länder är de 10 vanligaste födelseländerna för befolkningen i Ekerö kommun.
| Nr | Födelseland    | Antal  | Andel (%) | Andel i hela riket |
| -- | -------------- | ------ | --------- | ------------------ |
| 1  | Sverige        | 24 983 | 85,78     | 79,61              |
| 2  | Polen          | 546    | 1,87      | 0,94               |
| 3  | Finland        | 410    | 1,41      | 1,26               |
| 4  | Slovakien      | 166    | 0,57      | 0,02               |
| 5  | Iran           | 156    | 0,54      | 0,81               |
| 6  | Lettland       | 154    | 0,53      | 0,10               |
| 7  | Syrien         | 154    | 0,53      | 1,88               |
| 8  | Tyskland       | 154    | 0,53      | 0,53               |
| 9  | Storbritannien | 142    | 0,49      | 0,31               |
| 10 | Afghanistan    | 123    | 0,42      | 0,62               |

## Kultur

### Kulturarv
I kommunen finns de två världsarven Drottningholm och Birka och Hovgården. Drottningholm var Sveriges första världsarv och utnämndes med motiveringen:
| ”        | Drottningholms slottsområde – med slott, teater, Kina slott och slottsparken – är det bäst bevarade exemplet på ett kungligt slott uppfört på 1700-talet i Sverige och som samtidigt är representativt för all europeisk kunglig arkitektur från denna tid, uppförd med Versailles som förebild och inspirationskälla. | „ |
| – Unesco | |   |

Birka och Hovgården utsågs till världsarv 1993. Motiveringen löd:
| ”        | Birka-Hovgårdenområdet är ett väl bevarat exempel på vikingarnas handelsnätverk under de tvåhundra år då de expanderade ekonomiskt och politiskt i Europa. Birka är en av de mest kompletta och orörda vikingatida handelsplatserna från åren 700–900. | „ |
| – Unesco | |   |

Bland byggnader i Ekerö kommun kan nämnas byggnadsminnena Ekebyhov, Hertigarnas stall, Kersö säteri, Lilla skolan och Erskines villa.

### Kommunvapen

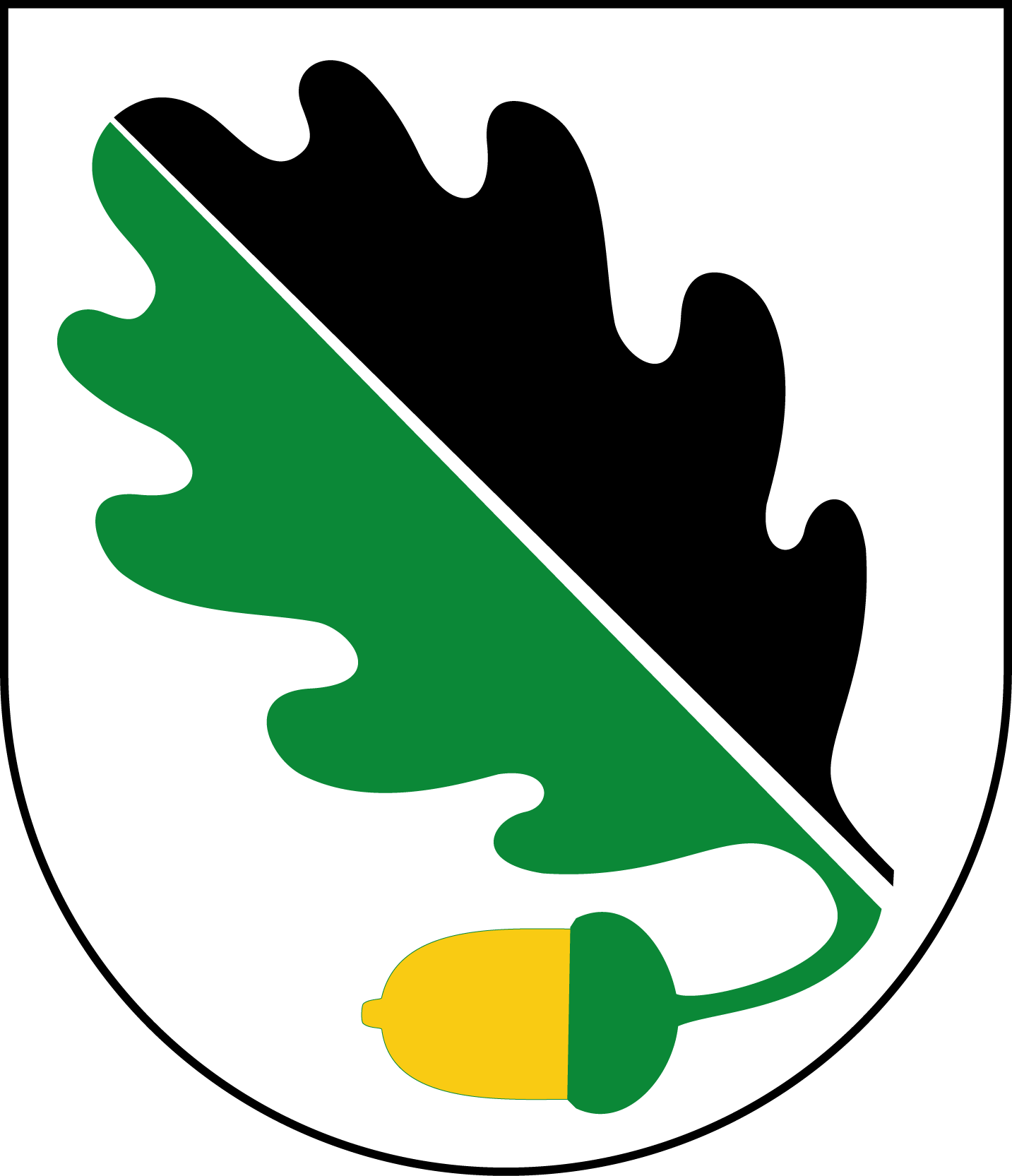
Ekerös kommunvapen.

Blasonering: I fält av silver ett balkvis ställt eklöv, längs nerven delat i svart och grönt, förenat med ett bjälkvis ställt ollon med gröna fruktbägare och gyllene frukt.
När kommunen bildats 1971 fanns ett vapen (tidigare Färingsös). Detta och andra föreslogs för den nya kommunen, men det skulle dröja fram till 1985 innan det nya vapnet kunde registreras hos PRV. Eklövet i kommunvapnet kommer av att de flesta i dag förknippar kommunens namn med ekar, även om namnet från början inte hade med ekar att göra. Det nuvarande kommunvapnet togs fram med hjälp av en tävling.